# I liga polska w koszykówce mężczyzn
I liga polska w koszykówce mężczyzn – druga w hierarchii – po Polskiej Lidze Koszykówki (PLK) – klasa męskich ligowych rozgrywek koszykarskich w Polsce. Nazywana zwyczajowo "zapleczem ekstraklasy", stanowi pośredni szczebel rozgrywkowy między PLK a II ligą polską, będąc jednocześnie drugim szczeblem centralnym (II poziom ligowy). Zreorganizowana w 1995 w momencie powołania ligi zawodowej i od samego początku zarządzana przez Polski Związek Koszykówki. Wcześniej ten szczebel rozgrywkowy nosił nazwę II liga (do 2001). W sezonie 2018/2019 występowało w niej 16 zespołów. Nowe drużyny to, AZS AGH Kraków, Górnik Wałbrzych, Księżak Syntex Łowicz. Dziką kartę otrzymały Czarni Słupsk i WKK Wrocław. W sezonie 2019/2020 z powodu zakończonych przedwcześnie rozgrywek mistrzem został Górnik Trans.eu Wałbrzych.

## Drużyny I ligi w sezonie 2024/2025
- Muszynianka Sokół Łańcut
- Enea Abramczyk Astoria Bydgoszcz
- WKK Wrocław
- GKS Tychy
- Miasto Szkła Krosno
- Polonia Warszawa
- Śląsk II Wrocław
- Bears Uniwersytet Gdański Trefl Sopot
- OPTeam Energia Polska Resovia Rzeszów
- Weegree AZS Politechnika Opolska
- Kotwica Kołobrzeg
- Decka Pelplin
- MKKS Żak Koszalin
- KSK Qemetica Noteć Inowrocław
- SKS Starogard Gdański
- ŁKS Coolpack Łódź
- HydroTruck Radom
- Enea Basket Poznań

## Historia

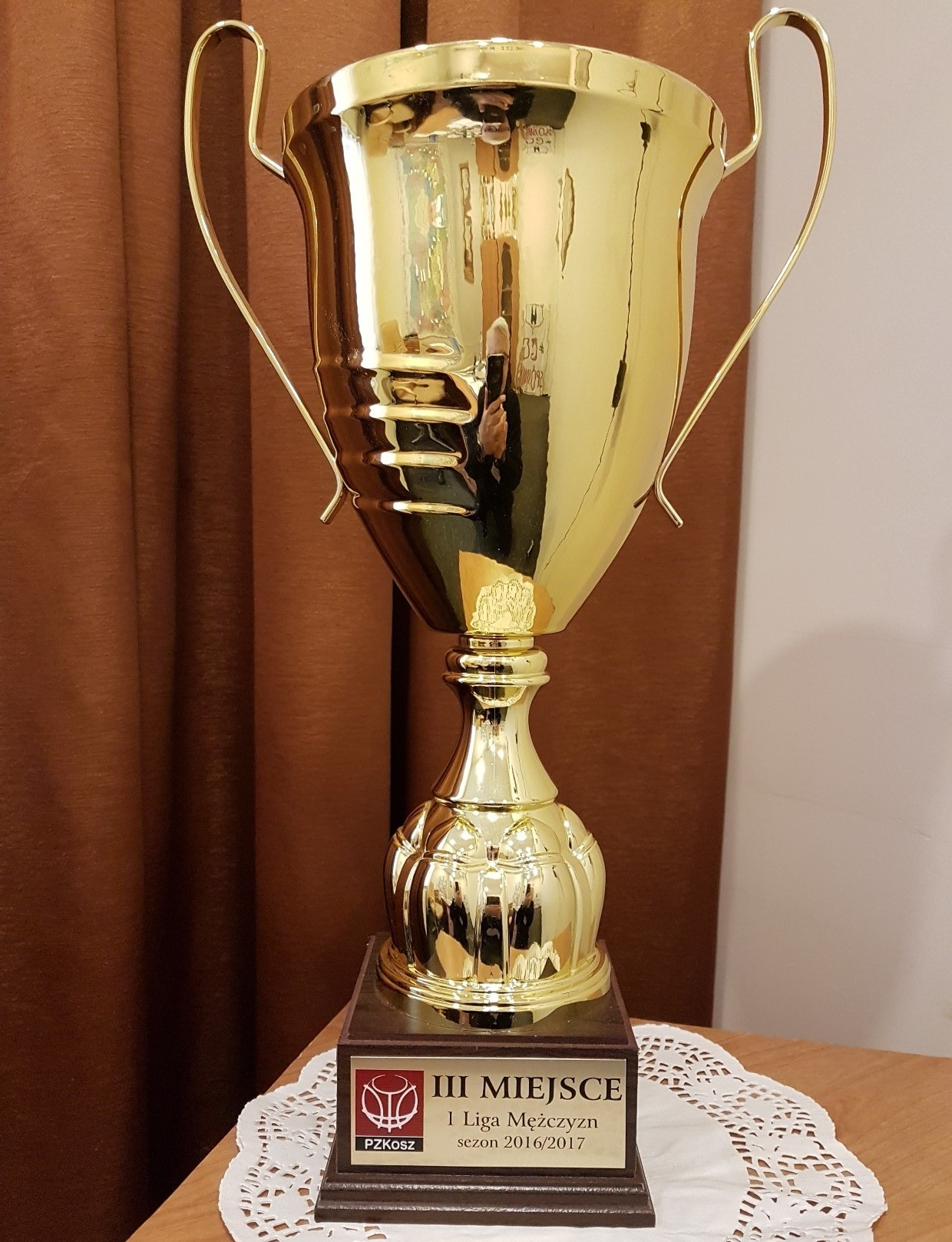
Puchar za 3 miejsce w I lidze (maj 2017).

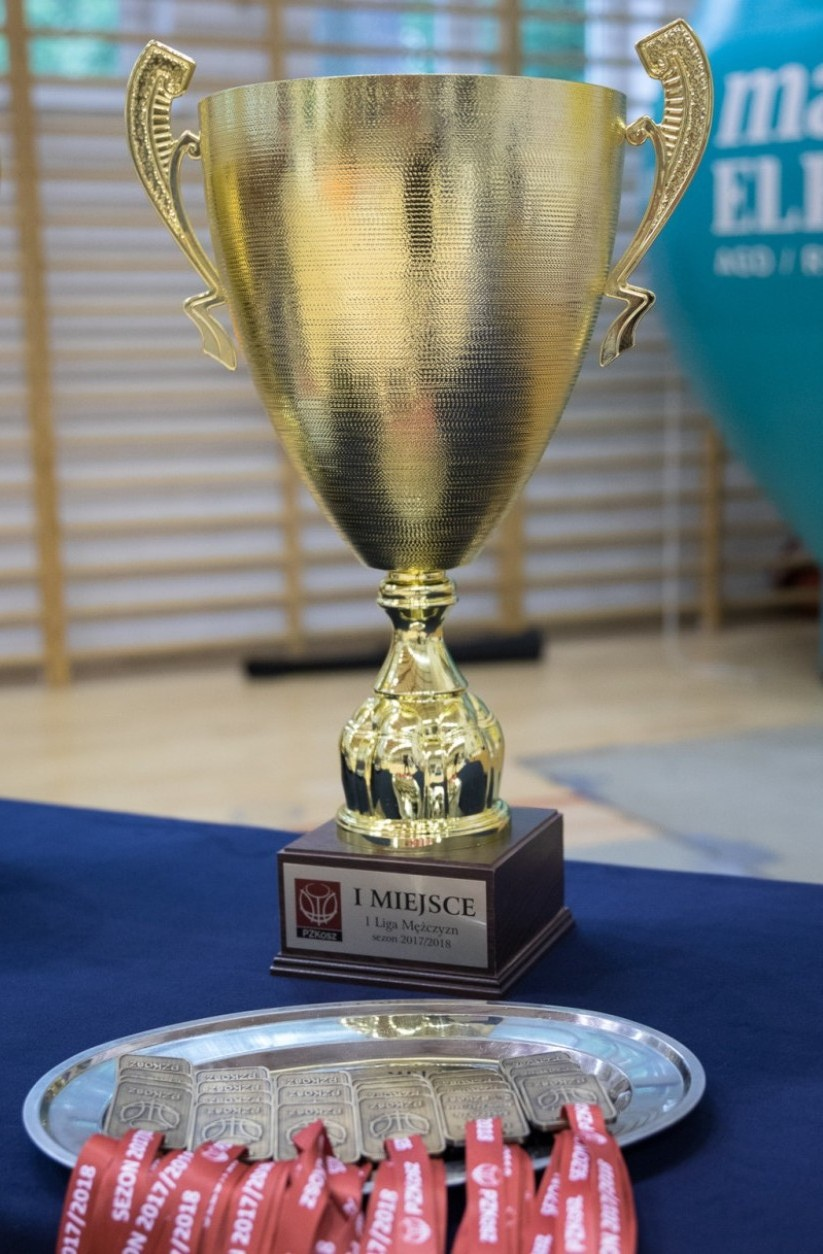
Puchar i medale za mistrzostwo I ligi (17.05.2018).

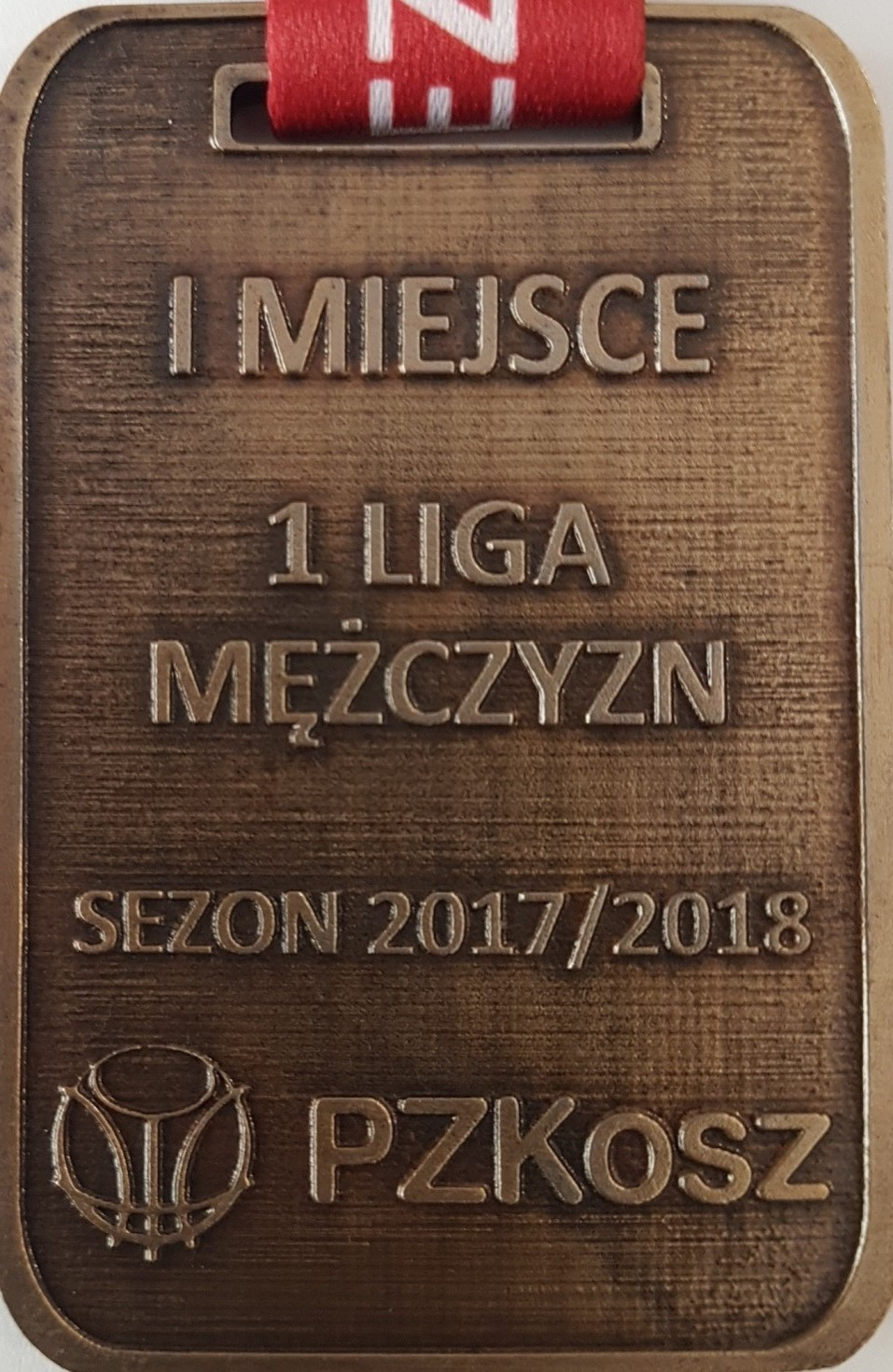
Medal za mistrzostwo I ligi w sezonie 2017/2018.

### Zestawienie sezonów
| Sezon                                | Liczba drużyn   | Awans do PLK/I ligi                                                 | Spadek do III ligi                                                     |
| II liga koszykówki męskiej (do 2001) |                 |                                                                     |                                                                        |
| 1954/1955                            | b.d.            | Sparta Łódź Gwardia Gdańsk                                          | b.d.                                                                   |
| 1955/1956                            | b.d.            | CWKS Wrocław Gwardia Wrocław                                        | b.d.                                                                   |
| 1956/1957                            | b.d.            | AZS Poznań Sparta Nowa Huta                                         | b.d.                                                                   |
| 1957/1958                            | b.d.            | Spójnia Gdańsk Warta Poznań                                         | b.d.                                                                   |
| 1958/1959                            | b.d.            | Cracovia Wybrzeże Gdańsk                                            | b.d.                                                                   |
| 1959/1960                            | b.d.            | Społem Łódź Warta Poznań                                            | b.d.                                                                   |
| 1960/1961                            | b.d.            | Gwardia Wrocław Start Lublin                                        | b.d.                                                                   |
| 1961/1962                            | b.d.            | ŁKS Łódź AZS Gdańsk                                                 | b.d.                                                                   |
| 1962/1963                            | b.d.            | Start Lublin Zawisza Bydgoszcz                                      | b.d.                                                                   |
| 1963/1964                            | b.d.            | AZS Kraków AZS Poznań                                               | b.d.                                                                   |
| 1964/1965                            | b.d.            | Ślęza Wrocław ŁKS Łódź                                              | b.d.                                                                   |
| 1965/1966                            | b.d.            | Korona Kraków Lublinianka Lublin                                    | b.d.                                                                   |
| 1966/1967                            | b.d.            | Sparta Nowa Huta AZS Poznań                                         | b.d.                                                                   |
| 1967/1968                            | b.d.            | Korona Kraków ŁKS Łódź                                              | b.d.                                                                   |
| 1968/1969                            | b.d.            | Baildon Katowice Spójnia Gdańsk                                     | b.d.                                                                   |
| 1969/1970                            | b.d.            | Społem Łódź Górnik Wałbrzych                                        | b.d.                                                                   |
| 1970/1971                            | b.d.            | Skra Warszawa                                                       | Widzew Łódź                                                            |
| 1971/1972                            | b.d.            | Górnik Wałbrzych Pogoń Szczecin                                     | b.d.                                                                   |
| 1972/1973                            | b.d.            | Spójnia Gdańsk Legia Warszawa                                       | b.d.                                                                   |
| 1973/1974                            | b.d.            | Górnik Wałbrzych Start Lublin                                       | b.d.                                                                   |
| 1974/1975                            | b.d.            | ŁKS Łódź AZS Warszawa                                               | b.d.                                                                   |
| 1975/1976                            | b.d.            | Gwardia Wrocław Górnik Wałbrzych                                    | b.d.                                                                   |
| 1976/1977                            | b.d.            | Baildon Katowice                                                    | Społem Łódź                                                            |
| 1977/1978                            | b.d.            | Legia Warszawa Turów Zgorzelec                                      | SKS Start Łódź                                                         |
| 1978/1979                            | b.d.            | Polonia Warszawa Zagłębie Sosnowiec                                 | b.d.                                                                   |
| 1979/1980                            | b.d.            | ŁKS Łódź Gwardia Wrocław                                            | b.d.                                                                   |
| 1980/1981                            | b.d.            | Polonia Bytom Lech Poznań                                           | b.d.                                                                   |
| 1981/1982                            | b.d.            | Polonia Warszawa Pogoń Szczecin                                     | b.d.                                                                   |
| 1982/1983                            | b.d.            | Resovia Rzeszów Wybrzeże Gdańsk                                     | Piotrkovia                                                             |
| 1983/1984                            | b.d.            | Hutnik Kraków Zastal Zielona Góra Pogoń Szczecin Polonia Warszawa   | b.d.                                                                   |
| 1984/1985                            | b.d.            | Baildon Katowice Społem Łódź                                        | b.d.                                                                   |
| 1985/1986                            | b.d.            | Polonia Warszawa Pogoń Szczecin AZS Koszalin                        | Piotrkovia                                                             |
| 1986/1987                            | b.d.            | Resovia Rzeszów Legia Warszawa Stal Stalowa Wola                    | b.d.                                                                   |
| 1987/1988                            | b.d.            | Wybrzeże Gdańsk Hutnik Kraków                                       | Piotrkovia                                                             |
| 1988/1989                            | b.d.            | Stal Stalowa Wola Astoria Bydgoszcz Spartakus Jelenia Góra          | b.d.                                                                   |
| 1989/1990                            | b.d.            | Hutnik Kraków AZS Toruń                                             | Piotrkovia                                                             |
| 1990/1991                            | b.d.            | AZS Lublin Polonia Warszawa Astoria Bydgoszcz                       | b.d.                                                                   |
| 1991/1992                            | b.d.            | Pogoń Szczecin Spartakus Jelenia Góra Provide Włocławek             | B – Obra Kościan, Stal Ostrów Wielkopolski                             |
| 1992/1993                            | 24 (dwie grupy) | Mazowszanka Pruszków AgroFar AZS Lublin                             | A – Skra Częstochowa, Baildon Katowice B – Obra Kościan, Warta Gorzów  |
| 1993/1994                            | 24 (dwie grupy) | Polonia Przemyśl Spójnia Stargard Szczeciński                       | B – OSiR Łowicz                                                        |
| 1994/1995                            | 24 (dwie grupy) | AZS Elana Toruń Pogoń Ruda Śląska Browary Dojlidy Instal Białystok  | OKSiW Pleszew                                                          |
| 1995/1996                            | 23 (dwie grupy) | Pogoń Sosnowiec PKK Warta Szczecin Noteć Inowrocław                 | A – Start Lublin B – Obra Kościan, OKSiW Pleszew                       |
| 1996/1997                            | 24 (dwie grupy) | ZKS Unia Tarnów STK Trefl Sopot                                     | A – Korona Kraków, Pogoń Prudnik B – Polmos Józefów, Dojlidy Białystok |
| 1997/1998                            | 24 (dwie grupy) | AZS Ekoklinkier Lublin Zastal Zielona Góra Stal Ostrów Wielkopolski | b.d.                                                                   |
| 1998/1999                            | 32 (dwie grupy) | Czarni Brok Alkopol Słupsk Cersanit Nomi Kielce                     | Stal II Bobrek AZS Radom OSiR Pleszew ŁKS Łódź SMS Warka               |
| 1999/2000                            | 32 (dwie grupy) | Legia Warszawa Polonia Warszawa                                     | b.d.                                                                   |
| 2000/2001                            | 16              | ITK Noteć Inowrocław                                                | b.d.                                                                   |

| Sezon                               | Liczba drużyn | Awans do PLK | Spadek do II ligi |
| I liga koszykówki męskiej (od 2001) |               | | |
| 2001/2002                           | 15            | Start Lublin | b.d. |
| 2002/2003                           | 12            | AZS Zagaz Koszalin Astoria Bydgoszcz                                                                                             | SKK Szczecin SMS Warka |
| 2003/2004                           | 14            | Turów Zgorzelec Polpharma Starogard Gdański                                                                                      | Pogoń Ruda Śląska SMS Kozienice                                                                                                  |
| 2004/2005                           | 16            | Kotwica Kołobrzeg Polpak Świecie                                                                                                 | ŁKS Łódź Alba-Elcho Chorzów (wycofana)                                                                                           |
| 2005/2006                           | 16            | Sokołów Znicz Jarosław Kager Gdynia                                                                                              | Team Polska AZS Radom |
| 2006/2007                           | 14            | Górnik Wałbrzych Bank BPS Basket Kwidzyn                                                                                         | Sportowiec Częstochowa Spójnia Stargard Szczeciński                                                                              |
| 2007/2008                           | 16            | Sportino Inowrocław Znicz Jarosław                                                                                               | Tarnovia Tarnowo Podgórne AZS Start Lublin                                                                                       |
| 2008/2009                           | 16            | Polonia 2011 Warszawa Stal Stalowa Wola                                                                                          | Resovia Rzeszów Asseco II Prokom Sopot                                                                                           |
| 2009/2010                           | 16            | ASK KS Siarka Tarnobrzeg Zastal Zielona Góra                                                                                     | Żubry Białystok KS Sudety Jelenia Góra KKK MOSiR Krosno AZS AWF Katowice                                                         |
| 2010/2011                           | 16            | AZS Politechnika Warszawska ŁKS Sphinx Łódź                                                                                      | Astoria Bydgoszcz GKS Tychy Polonia 2011 Warszawa Victoria Górnik Wałbrzych                                                      |
| 2011/2012                           | 16            | Start Gdynia Rosa Radom | POLOmarket Sportino Inowrocław                                                                                                   |
| 2012/2013                           | 16            | Śląsk Wrocław | Astoria Bydgoszcz UMKS Kielce |
| 2013/2014                           | 16            | Polfarmex Kutno | MCKiS Jaworzno |
| 2014/2015                           | 14            | BM SLAM Stal Ostrów Wielkopolski                                                                                                 | AZS Politechnika Poznańska |
| 2015/2016                           | 16            | Miasto Szkła Krosno | GTK Gliwice Exact Systems Śląsk Wrocław AZS AWF Mickiewicz Romus Katowice                                                        |
| 2016/2017                           | 16            | Legia Warszawa | AZS AGH Kraków KSK Noteć Inowrocław                                                                                              |
| 2017/2018                           | 17            | Spójnia Stargard | Siarka Tarnobrzeg Zetkama Doral Nysa Kłodzko KK Warszawa KSK Noteć Inowrocław                                                    |
| 2018/2019                           | 16            | Astoria Bydgoszcz Śląsk Wrocław (za AZS Koszalin)                                                                                | SKK Siedlce AZS AGH Kraków Księżak Syntex Łowicz                                                                                 |
| 2019/2020                           | 15            | Rozgrywki zostały skrócone i zakończone z powodu pandemii Covid-19. Żaden zespół nie awansował do EBL, ani nie spadł do II ligi. | Rozgrywki zostały skrócone i zakończone z powodu pandemii Covid-19. Żaden zespół nie awansował do EBL, ani nie spadł do II ligi. |
| 2020/2021                           | 16            | Grupa Sierleccy-Czarni Słupsk | Pogoń Prudnik TS Wisła Chemart Kraków Zetkama Doral Nysa Kłodzko                                                                 |
| 2021/2022                           | 17            | Rawlplug Sokół Łańcut | Księżak Łowicz Znicz Basket Pruszków                                                                                             |
| 2022/2023                           | 18            | Dziki Warszawa | Polonia Bytom Turów Zgorzelec Start II Lublin                                                                                    |
| 2023/2024                           | 18            | Górnik Zamek Książ Wałbrzych | AZS AGH Kraków MKS Mana.lake Sokół Marbo Międzychód AZS AWF Mickiewicz Romus Katowice                                            |
| 2024/2025                           | 18            | Miasto Szkła Krosno | Żak Koszalin HydroTruck Radom Bears Uniwersytet Gdański Trefl Sopot                                                              |

### Final Four I ligi
| Sezon     | Złoto                         | Wynik | Srebro                           | Brąz                        | Wynik | 4. miejsce                       |
| --------- | ----------------------------- | ----- | -------------------------------- | --------------------------- | ----- | -------------------------------- |
| 2015/2016 | Miasto Szkła Krosno           | 3–2   | Legia Warszawa                   | –                           | –     | –                                |
| 2016/2017 | Legia Warszawa                | 3–0   | GTK Gliwice                      | Spójnia Stargard            | 1–1   | Rawlplug Sokół Łańcut            |
| 2017/2018 | Spójnia Stargard              | 3–0   | Rawlplug Sokół Łańcut            | Jamalex Polonia 1912 Leszno | 1–1   | GKS Tychy                        |
| 2018/2019 | Enea Astoria Bydgoszcz        | 3–0   | FutureNet Śląsk Wrocław          | STK Czarni Słupsk           | 2–0   | Rawlplug Sokół Łańcut            |
| 2019/2020 | Górnik Trans.eu Wałbrzych     | –     | STK Czarni Słupsk                | WKK Wrocław                 | –     |                                  |
| 2020/2021 | Grupa Sierleccy-Czarni Słupsk | 3–2   | Górnik Trans.eu Wałbrzych        | Rawlplug Sokół Łańcut       | 1–1   | WKK Wrocław                      |
| 2021/2022 | Rawlplug Sokół Łańcut         | 3–1   | Górnik Trans.eu Wałbrzych        | Sensation Kotwica Kołobrzeg | 1–1   | Weegree AZS Politechnika Opolska |
| 2022/2023 | Dziki Warszawa                | 3–0   | Górnik Trans.eu Wałbrzych        | SKS Starogard Gdański       | 1–1   | HydroTruck Radom                 |
| 2023/2024 | Górnik Zamek Książ Wałbrzych  | 3–1   | Enea Abramczyk Astoria Bydgoszcz | GKS Tychy                   | 1–1   | SKS Starogard Gdański            |
| 2024/2025 | Miasto Szkła Krosno           | 3–2   | Enea Abramczyk Astoria Bydgoszcz | Muszynianka Sokół Łańcut    | 2–0   | WKK Wrocław                      |

## Miejscowości reprezentowane w I lidze
Miejscowości, które posiadały (bądź nadal posiadają) drużyny występujące w drugiej najwyższej klasie rozgrywkowej w Polsce (później I liga), na przestrzeni całej historii rozgrywek ligowych w kraju.
9 klubów
- Kraków: Alstom, AZS, Cracovia, Hutnik, Korona, Sparta, Start, Wawel, Wisła

8 klubów
- Warszawa: AZS Politechnika, Dziki, Gwardia, KK, Legia, Polonia 2011, Polonia, Skra

6 klubów
- Łódź: Kolejarz, ŁKS, Ogniwo, Społem, Start, Widzew
- Wrocław: Aspro, AZS, PCS, Śląsk, Ślęza, WKK

5 klubów
- Poznań: AZS, Lech, Olimpia, Basket, Warta
- Toruń: AZS, Budowlani, Kolejarz, Polski Cukier, Wisła

4 kluby
- Gdańsk: Kolejarz, Politechnika, Spójnia, Wybrzeże
- Gdynia: Arka, Viking, Meduza, Start
- Katowice: AZS-AWF, Baildon, Mickiewicz, Rozwój
- Lublin: AZS, Lublinianka, Motor, Start
- Szczecin: AZS, Pogoń, SKK, STK

3 kluby
- Gliwice: AZS, Carbo, GTK
- Koszalin: ATS, AZS, Żak
- Zabrze: Górnik, Linodrut, MKS

2 kluby
- Białystok: AZS, Żubry
- Bydgoszcz: Astoria, Zawisza
- Inowrocław: Noteć, Sportino
- Kielce: UMKS, Tęcza
- Ostrów Wielkopolski: Ostrovia, Stal
- Radom: AZS Politechnika, Rosa
- Wałbrzych: Górnik, Zagłębie
- Włocławek: Anwil, Kujawiak

1 klub
- Bytom: Bobry
- Chorzów: Alba
- Cieszyn: Piast
- Czeladź: CKS
- Częstochowa: AZS Politechnika
- Dąbrowa Górnicza: MKS
- Gorlice: Glimar
- Gorzów Wielkopolski: Warta
- Jarosław: Znicz
- Jaworzno: MCKiS
- Jelenia Góra: Sudety
- Kalisz: AZS
- Kłodzko: Doral Nysa
- Kołobrzeg: Kotwica
- Kościan: Obra
- Krosno: Miasto Szkła
- Kutno: Polfarmex
- Kwidzyn: Basket
- Legionowo: Legion
- Leszno: Polonia
- Łańcut: Sokół
- Łowicz: Księżak
- Międzychód: Sokół
- Olsztyn: Warmia
- Opole: AZS Politechnika
- Pelplin: Decka
- Piotrków Trybunalski: Piotrcovia
- Pleszew: Open Basket
- Prudnik: Pogoń
- Pruszków: Znicz Basket
- Przemyśl: Polonia
- Ruda Śląska: Pogoń
- Rybnik: MKKS
- Rzeszów: Resovia
- Siedlce: SKK
- Słupsk: Czarni
- Sopot: MKS
- Sosnowiec: Zagłębie
- Stalowa Wola: Stal
- Stargard: Spójnia
- Starogard Gdański: Polpharma
- Szczytno: Gwardia
- Świecie: KK
- Świętochłowice: Stal
- Tarnobrzeg: Siarka
- Tarnowo Podgórne: Tarnovia
- Tarnów: Unia
- Tychy: GKS
- Zgierz: MKS
- Zgorzelec: Turów
- Zielona Góra: Zastal